# Бржозовська Людмила Генріхівна
Людмила Генріхівна Бржозовська (біл. Людміла Генрыхаўна Бржазоўская; 4 червня 1946, Мінськ, БРСР, СРСР — 6 грудня 2023) — білоруська балерина, педагог-репетитор Великого театру опери і балету Республіки Білорусь, Народна артистка Білоруської РСР.

## Біографія
Народилася 4 червня 1946 р. в Мінську, в родині білоруського художника-живописця Генріха Бржозовського (створила більше двох тисяч полотен). Її сім'я жила на вулиці Стрижевська (де у дворі була батьківська майстерня), неподалік театру опери та балету. До хореографічного училища її мама відвела (лейтенант, лікар-стоматолог в поліклініці МВС). Дід Людмили Бржозовської, виходець із збіднілої польської шляхти, був червонодеревцем і оформляв в Мінську Червоний костел
У 1966 році закінчила Білоруське державне хореографічне училище (педагоги Ніна Млодзінська та Ірина Савельєва). З 1966 року працювала артисткою балету Державного академічного Великого театру опери і балету Білоруської РСР.
Першою її серйозною роботою на сцені театру стала партія Сольвейг в балеті «Пер Гюнт» (1967 рік). У виставах «Ромео і Джульєтта» (1970) та «Трістан і Ізольда» (1971) у Людмили Бржзовської зародився творчий дует з Юрієм Трояном.
У 1970 році стажувалася в Ленінградському театрі опери та балету імені Кірова у Наталії Дудинської.
Людмила Бржозовська першою на сцені Великого театру опери і балету Білоруської РСР виконала партії Кармен, Єви, Нелі, Фриги, Маші. Була коханою у виставах «Кармен-сюїта», «Створення світу», «Тіль Уленшпігель», «Спартак», «Лускунчик», «Карміна Бурана», поставлених на білоруській сцені Валентином Єлизарьєвим.
З 1969 по 1988 роки Людмила Бржозовська виконувала провідні партії в балетах «Після балу», «Лебедине озеро», «Спартак», «Раймонда», «Бахчисарайський фонтан», «Дон Кіхот», «Спляча красуня», «Сильфіда», «Жизель», «Шопеніана», Гран па з балету «Пахіта», Па-де-де «Фестиваль квітів у Дженцано» та ін. У балеті вона змагалася з самої Майєю Плісецькою, порівнювали їх виконання Кармен, і часто — на користь Бржозовської.
Її таланту аплодували більш ніж в 30 країнах. Балерина виступала в Італії, Угорщині, Фінляндії, Індії, Монголії, Йорданії, Кувейті, Румунії, Сінгапурі, Польщі, Туреччини та інших країнах.
У 1975 році отримала звання Народної артистки Білоруської РСР, в 29 років.
У 1987 році закінчила навчання на факультеті хореографії Мінського інституту культури.
З 1997 року є педагогом-репетитором Національного академічного Великого театру балету Республіки Білорусь.
Працювала Людмила Генріхівна Бржозовська педагогом-репетитором Національного академічного Великого театру опери і балету. Серед її вихованок учениць молоді, але вже відомі балерини Ольга Гайко, Людмила Кудрявцева, Марина Вежновец, Марина Парамонова, Людмила Хитрова.
Захоплюється образотворчим мистецтвом — пише пейзажі, букети квітів. Також малює на тему балету, олівцем. Крім своїх робіт, робіт батька і сестри, в її будинку — картини визнаних художників, наприклад два портрета Людмили Генріхівни, які виконав Борис Заборов. У Національному художньому музеї є парадний портрет балерини Бржозовської пензля Олександра Шестакова.

## Фільмографія
«Міф» — мелодрама Аяни Шахмалієвої, 1986 рік. В цій картині, створеній за мотивами повісті Кирила Ласкарі «Двадцять третій пірует», Людмила Бржозовська зіграла талановиту балерину. У фільмі також грав легендарний Маріс Лієпа.

## Відгуки про Людмилу Бржозовську
- Ольга Савицька (музикознавець, кандидат мистецтвознавства[7]):

Про Людмилу Бржозовську захоплено писали журналісти і критики. Художників надихала витончена і одухотворена краса цієї жінки. А глядачі, які побували на виставах, створювали легенди про її танці. У великому репертуарі балерини важко виділити одну або декілька найбільш вдалих робіт. Кожна її партія ставала високим творчим досягненням, своєрідним художнім відкриттям.
— Інформаційно-новинний портал Мінська